# Bootanomyia almusiensis
Bootanomyia almusiensis is een vliesvleugelig insect uit de familie van de Torymidae. De wetenschappelijke naam is voor het eerst geldig gepubliceerd in 1989 door Miktat Doganlar.